# Matthias Zurbriggen
Matthias Zurbriggen (Saas-Fee, 15 de mayo de 1856-Ginebra, 21 de junio de 1917) fue un escalador suizo, uno de los más grandes escaladores del siglo XIX, y guía de montaña en los Alpes.
Fue precursor del alpinismo solitario llevando a cabo numerosas ascensiones en la Cara Este del Monte Rosa en condiciones extremas, las que le hicieron ganar su apodo "Gran Ciervo". Además de sus numerosas escaladas en los Alpes escaló en Sudamérica, en el Himalaya y en los Alpes Neozelandeses. 
Fue el primero en escalar el Aconcagua el 14 de enero de 1897 (seguido luego por dos escaladores) y el Tupungato, el mismo año, junto al británico Stuart Vines. Hizo numerosas otras primeras ascensiones.